# Guo Yihan
Guo Yihan (* 9. März 1995 in Changchun) ist eine chinesische Shorttrackerin.

## Werdegang
Yihan trat international erstmals im Februar 2012 bei den Juniorenweltmeisterschaften in Melbourne in Erscheinung. Dort gewann sie die Silbermedaille mit der Staffel. Zwei Jahre später holte sie bei den Juniorenweltmeisterschaften 2014 in Erzurum die Bronzemedaille mit der Staffel. Im Shorttrack-Weltcup debütierte sie zu Beginn der Saison 2014/15 in Salt Lake City. Dort errang sie den 18. Platz über 1500 m und den neunten Platz über 1000 m. Beim folgenden Weltcup in Montreal kam sie mit dem dritten Platz über 1000 m erstmals im Weltcup aufs Podium. In der Saison 2015/16 erreichte sie im Weltcup fünf Top-Zehn-Platzierungen, darunter Platz zwei über 1500 m in Dordrecht. Beim Saisonhöhepunkt den Weltmeisterschaften 2016 in Seoul gewann sie die Silbermedaille über 3000 m. Zudem belegte sie den 14. Platz über 500 m, den neunten Platz über 1000 m, den sechsten Rang im Mehrkampf und den vierten Platz über 1500 m. In der Saison 2016/17 kam sie im Weltcupeinzel sechsmal unter die ersten Zehn, darunter Platz zwei beim Weltcup in Gangneung über 1000 m und erreichte damit den siebten Platz im Weltcup über 1000 m. Im Februar 2017 holte sie bei den Winter-Asienspielen in Sapporo die Bronzemedaille über 1500 m und die Silbermedaille mit der Staffel. Bei den Weltmeisterschaften 2017 in Rotterdam gewann sie die Goldmedaille mit der Staffel. In den Einzelrennen belegte sie den 12. Platz im Mehrkampf, den neunten Rang über 500 m und jeweils den achten Platz über 1000 m und 1500 m. Im November 2017 wurde sie beim Weltcup in Shanghai Zweite mit der Staffel. Bei den Weltmeisterschaften 2018 in Montreal errang sie den 27. Platz im Mehrkampf. Bei den Vier-Kontinente-Meisterschaften 2020 in Montreal holte sie die Bronzemedaille mit der Staffel.

## Persönliche Bestzeiten
- 500 m      43,564 s (aufgestellt am 10. Februar 2019 in Turin)
- 1000 m    1:30,631 min (aufgestellt am 9. November 2014 in Salt Lake City)
- 1500 m    2:22,567 min (aufgestellt am 16. November 2017 in Seoul)

## Weltcupsiege im Team
| Nr. | Datum            | Ort      |
| --- | ---------------- | -------- |
| 1.  | 24. Oktober 2021 | Peking 1 |